# Русский драматический театр Черноморского флота имени Б. А. Лавренёва
Драматический театр им Б. А. Лавренёва Краснознаменного Черноморского флота был создан в 1932 году в городе Севастополь приказом К. Е. Ворошилова.
Первыми работами военного театра были спектакли «Разлом» Б. Лавренева и «Оптимистическая трагедия» В. Вишневского. После стали выпускать спектакли «Враги» и «Последние» М. Горького, «Гибель эскадры» А. Корнейчука, «Как закалялась сталь» Н. Островского, «Интервенция» Л. Славина, «Год девятнадцатый» И. Прута, «Первая конная» В. Вишневского и другие.

## В годы ВОВ
В годы Великой Отечественной войны театр вёл активную работу, выступая на кораблях, в частях на передовых позициях, поднимая солдатам боевой дух и волю к победе. В этот период выходят такие постановки как: «Офицер флота» А. Крона, «Русские люди» К. Симонова, «Фронт» А. Корнейчука, а также в репертуаре были постановки «Без вины виноватые», «Олеко Дундич», «Офицер флота», «Оптимистическая трагедия», «Васса Железнова», «Давным-давно», «Песнь о черноморцах» и другие.
В течение периода обороны Севастополя 1941—1942 годов театр находился в рядах защитников и покинул город с последними войсками. Весь период войны театр выступал в госпиталях, на палубах, аэродромах и пр. Так же артисты были первыми представителями искусства которые выступали в освобожденных странах: Румынии, Болгарии, Венгрии, Бухаресте, Варне, Софии, Польше, Бургасе. Многие из работников сцены были удостоены наград и медалей.
После освобождения Севастополя труппа выступала в Доме офицеров, а с 1954 года — в Матросском клубе по адресу Площадь Ушакова, 1.

## После войны
В 1979 году театру присвоено имя писателя Б. А. Лавренёва.
Интерес у зрителей вызывают такие постановки, как «За тех, кто в море!» Б. Лавренева, «Соловьиная ночь» В. Ежова, «Золотая карета» Л. Леонова, «Слепой» Э. Альта, «Шутники» А. Островского, «Требуется героиня» Ю. Анненкова, «Ощупью в полдень» бр. Вайнер и Ю. Семенова, «Хитроумная влюбленная» Лопе де Вега, «Дамы и гусары» А. Федро, а также «А зори здесь тихие…» Б. Васильева и много других.
В октябре 1999 года театр выступал для военных и местных жителей Чечни и Дагестана.
В период аннексии Крыма театр так же выступал в отдалённых военных частях и отыграл более 20 спектаклей .

## Факты
В день премьеры спектакля А. Корнейчука «Фронт» во время бомбёжки сгорели костюмы и декорации и артистам пришлось «позаимствовать» форму у зрителей, боевых офицеров, и в ней играли спектакль.
11 артистов театра погибли на полях сражений.

## Награды
- Медаль «За освобождение Крыма и Севастополя» (16 марта 2014 года) — за личный вклад в дело по возвращению Крыма в Россию[4]